# Storie d'altre storie
Storie d’altre storie è una raccolta di racconti di Giovanni Arpino che precedentemente costituiva una sezione di un’ulteriore collezione dello stesso autore del 1974 titolata «Racconti di Vent'anni».
Questa raccolta è basata sulle possibili continuazioni o rielaborazioni creative di quattordici grandi classici della letteratura.
L’autore vuole dare una risposta ai dubbi di tutte le persone che hanno riflettuto sul sequel o su altre possibili versioni delle storie che li hanno appassionati fin da bambini.

## Trama dei racconti
- Madama Cappuccetto Rosso

La signora Cappuccetto Rosso vive in una casa di campagna con suo marito, il famoso cacciatore che le salvò la vita quando era bambina dalle grinfie del lupo. 
Questo animale è divenuto un tappeto una volta ucciso e, a causa del passare del tempo, si è danneggiato e Cappuccetto Rosso chiede a suo marito di fabbricarne uno nuovo.
Il guardiano forestale parte per la commissione, ma dopo tre giorni non è ancora di ritorno. Non avendo sue notizie Cappuccetto Rosso si preoccupa e decide di andare a cercarlo e di usare il vecchio tappeto come protezione.
Dopo un giorno di ricerche, la ragazza decide di fermarsi per riposare. Al suo risveglio trova un lupo in carne e ossa nelle vicinanze. Fortunatamente arriva suo marito, anch' esso travestito da lupo. Cappuccetto Rosso decide di creare un nuovo tappeto con gli avanzi di tanti gomitoli. 
I due coniugi tornano a casa con la pelle per un nuovo tappeto e il marito racconta la vicenda ai suoi amici in osteria.
- Il carrozzone di Sandokan

Un giornalista, chiamato dall'autore uomo baffuto, deve intervistare il famoso Sandokan. Dopo un lungo viaggio arriva presso i carrozzoni. Egli incontra una vecchietta e il dottor Yanez, che gli annuncia che Sandokan sta dormendo con la sua tigre ed è molto difficile svegliarlo. Il giornalista entra nel suo carrozzone e comincia a parlare con il famoso personaggio. Gli chiede quale sia il suo desiderio più grande dopo aver vissuto esperienze particolari e, udendo la sua aspirazione, cioè di dirottare un aereo, decide di interrompere la registrazione dell’intervista.
- Il professor Faust

Il Dottor Faust è diventato docente in neurochirurgia.
Egli riceve la visita del Diavolo, con il quale aveva stretto un accordo per raggiungere la completa conoscenza del mondo.
Il demonio vuole restituirgli la carta e chiedergli di tenerlo con sé perché con le forze che gli sono rimaste lui non riesce a sopravvivere da solo nell'Inferno. Il dottore annuncia che ormai è diventato una nullità e che, essendo esperto delle pazzie che affliggono i malati di mente, conosce anche le sue debolezze.
Il dottore alla fine decide di nasconderlo in una lastra di un cranio malato.
- Il ritorno di Casanova

Casanova fa ritorno alla città di Torino, ma non è più lo stesso: prima era molto ricco e sperperava i suoi soldi, mentre adesso si ritrova ad avere un patrimonio minore e quindi controlla maggiormente le sue spese.
Passeggiando per via Roma incontra due donne: la baronessa Trentapurghe e la signorina Guillotine. Le donne, difficili e feroci, pretendono che Casanova regali loro molti doni e beni materiali, ma egli, per la posizione economica in cui si trova, non se lo può permettere.
Una sera, grazie all'aiuto del proprietario dell’hotel dove alloggiava, Casanova ha compagnia e organizza una partita di conquin; avendo bisogno di denaro, decide di utilizzare le sue carte truccate per questo gioco. Purtroppo non vince ed è costretto a pagare il vincitore con uno dei suoi assegni, chiamati travellers cheque. Al principio gli altri giocatori accettano il suo pagamento, però in un secondo momento scoprono l’imbroglio. Hanno una discussione con Casanova, che finisce positivamente per il protagonista, il quale riappacifica i rapporti con i giocatori del conquin.
Il giorno dopo un poliziotto arriva nell'hotel chiedendo informazioni su Casanova e il padrone, per non subire delle ripercussioni negative, decide di cacciarlo dall'hotel. Inoltre gli viene sequestrato il suo baule.
Ancora più povero di prima, Casanova decide di lasciare Torino alla volta di Lione, dove sarà protetto da un conoscente della baronessa Trentapurghe.
- Un whisky per Lolita

Lolita ora vive da sola a New Orleans in una condizione di povertà quasi assoluta. 
Molto spesso si ritrova a ricordare i momenti passati con Humbert, i viaggi che intraprese con lui attraverso l’America e molte volte sottolinea di essere ancora legata a quest’uomo.
Per far sì che la sua vita e la sua situazione economica migliori, decide che nei giorni seguenti sarebbe andata a richiedere il posto come inserviente nella casa dei signori di Lafayette Square.
- Chisciotte e il commissario

Il Professor Chisciotte fa visita a un commendatore per avere un estratto, chiamato dal protagonista “copula di veleni”. Dopo molte minacce e forzature, Chisciotte riesce ad ottenerlo e lo somministra al commendatore. 
Subito arriva il commissario per calmare gli animi degli impiegati dello studio e, senza opposizione da parte del professore, lo porta in questura.
L’agente ha già incontrato molte volte Chisciotte e ormai conosce il suo scopo: smascherare i truffatori. Egli per dodici volte è riuscito a svelare ciò che nascondevano gli impostori e questa volta ha fatto conoscere al mondo che il commendatore è un avvelenatore e che è diventato ricco grazie alla sofferenza altrui.
- L’ultimo Tarzan

Tarzan è l’assistente del Maestro Bongo. 
Il mondo è dominato dalle scimmie e Tarzan e Jane sono gli ultimi uomini rimasti in vita. 
Il Maestro e il suo braccio destro stanno conducendo alcuni esperimenti affinché la ragazza, trovata abbandonata su una spiaggia, ritorni in condizioni ottimali, per far sì che i due umani si possano riprodurre e ricreare la loro specie.
Per resistere ai test necessari per la riuscita della missione, Jane ha bisogno una nutrizione particolare, basata anche sul consumo di carne, perché le pillole nutritive che assume non sono abbastanza efficaci per farla rinvigorire. Il problema è che ora è proibito produrre grandi quantità di carne, quindi il Maestro ha intenzione di diminuire la razione di carne di Tarzan per permettere a Jane di mangiare anche lei la sua parte. Tarzan non è d'accordo e fa di tutto per non perdere il suo privilegio.
- Frankenstein torna a casa

Frankenstein torna a casa da sua madre Mary dopo un lungo viaggio che gli ha permesso di girare il mondo.
Frankie è al servizio della nazione americana e ora è in vacanza per tre mesi.
È molto legato a sua madre e, anche se sono passati molti anni, non si è mai dimenticato di lei. È un vero esempio per una società così malandata.
Durante il tè preso con sua madre le racconta alcune avventure del suo lunghissimo viaggio, come l’esperienza a Mosca e ad Istanbul.
Mary si lamenta del fatto che Frankie non viene mai riconosciuto e premiato per il servizio che dona alla patria.
- Nonna Alice

Nonna Alice sta sognando di sprofondare nel vuoto, quando viene colpita da una pioggia particolare, una pioggia di numeri.
Durante la notte conosce il cavalier Otto e il signor Zero. Lady Alice, grazie alla testimonianza di un 9 pensoso, capisce che i numeri sono schiavi delle Regole, chiamate Tiranne, che ingabbiano il mondo dentro una rete di perfezioni che non vedono mai una fine.
Al risveglio, la nonna, grazie ad un’operazione sbagliata di proposito, riesce a liberare un numero dalle regole e sente un gridolino di ringraziamento.
- Diario di Rodrigo

Rodrigo articola un lungo monologo in cui spiega le ingiustizie che ha subito in vita.
Durante il suo discorso, racconta anche del suo amore per Lucia, una contadina, che gli ha impedito di sposare la principessa G., donna molto ricca. L’uomo si sente deluso sia perché non ha considerato la principessa sia perché alla fine non ha sposato nemmeno Lucia.
Inoltre spiega che prima era un uomo di città molto attivo, mentre ora è in campagna e soffre molto la lontananza dall'ambiente urbano.
- Achab uccide

Achab sta girando una serie tv su Moby Dick, la famosa balena, incubo del capitano. È molto curioso di osservare per la prima volta il cetaceo che l'équipe ha preparato per le registrazioni ma che gli proibiscono di vedere. 
Dopo essere stato al bar, Achab torna in camerino per provare alcune battute e per provare a tenere l’arpione.
Il registra entra nel suo camerino e, poiché gli nega un’ulteriore volta di vedere la balena, viene trafitto dall'arpione che Achab teneva in mano.
- Venticinque dollari per Marlowe

Marlowe è un detective privato di New York.
Ora sta lavorando per una signora trentacinquenne che gli ha dato in anticipo venticinque dollari come prima parte della sua ricompensa.
Una sera vede la sua cliente cadere e lei viene subito raggiunta da due poliziotti che chiamano un taxi. Qualche ora dopo gli arriva la notizia della morte della sua cliente.
Marlowe sente di essere pedinato da tre giorni e conosce i tratti somatici e l’abbigliamento della spia.
Il detective riflette a lungo sul rapimento della sua cliente e capisce che quei due individui non erano dei veri poliziotti e che l’hanno drogata nel momento dopo la caduta.
Una notte trova l’occasione per parlare con il suo pedinatore: mentre sono nell'ascensore dell’hotel, Marlowe la blocca e gli espone i suoi sospetti e la sua conclusione riguardante la vicenda dei due poliziotti. Purtroppo scopre che il suo inseguitore è il detective Spillane, che lo pedinava per conoscere qualche informazione in più sul detective newyorkese.
Rimasto molto deluso dall'amara scoperta, Marlowe decide di partire alla volta di Los Angeles.
- Falstaff cerca mecenate

Falstaff si trova a Londra ed è alla ricerca di un mecenate, poiché ha un’inesausta volontà di servire qualcuno.
Egli intraprende una riflessione generale sul cambiamento che la classe dirigente ha subito lungo il corso della storia.
Poiché nella capitale inglese non trova nessun padrone a cui donare il suo servizio, decide di cercare altrove un mecenate adatto alle sue esigenze.
- I peccati di Pinocchio

Pinocchio è un bravo bambino ma molto spesso riflette sul fatto che, da quando non è più un burattino, gli insulti rivolti a lui e al suo passato lo ferivano molto.
Allora decide di chiamare la fata turchina e le chiede di trasformarlo di nuovo in burattino. Purtroppo la fata è fuori allenamento e, nel tentativo di esaudire il suo desiderio, lo tramuta in uno sgabello, una cassapanca e infine di nuovo in bambino. 
Per la rabbia Pinocchio prende la bacchetta e per sbaglio trasforma la fata turchina in un albero piccolo e secco.
Il bambino è molto triste per ciò che ha compiuto e giura di curarla e di custodirla attentamente.
Successivamente arriva Lucignolo e i due escono insieme, lasciando la piantina da sola in casa.

## Personaggi
- Madama Cappuccetto Rosso
  - Madama Cappuccetto Rosso: protagonista insieme al marito, guardiano forestale. È una donna molto esigente ed egoista, ma il suo comportamento cambia quando resta da sola senza il marito e quando rischia di essere aggredita da un lupo.
  - Guardiano forestale: marito di Cappuccetto Rosso, l’eroe che aveva salvato la piccola Cappuccetto Rosso dalle grinfie del lupo. Esegue le commissioni che la moglie gli affida senza discutere poiché non gli piace litigare.
  - Tappeto: lupo che aggredì Cappuccetto Rosso da bambina. Una volta ucciso venne trasformato in un tappeto.
  - Lupo: incontra Cappuccetto Rosso e, prima che l’aggredisca, viene allontanato dal boscaiolo.
  - Uomini in osteria: ascoltano un’ulteriore volta la vicenda del cacciatore che aveva salvato per la prima volta Cappuccetto Rosso dalle grinfie del lupo.
- Il carrozzone di Sandokan
  - Uomo baffuto: giornalista, uomo determinato e deciso a portare a termine la sua intervista
  - Operatore: assiste l’uomo baffuto nell'intervista a Sandokan
  - Vecchietta: accoglie il giornalista e l’operatore insieme al dottor Yanez
  - Dottor Yanez: Dottore di Sandokan, accoglie il giornalista e l’operatore prima che essi incontrino Sandokan.
  - Sandokan: domatore, pugile, lottatore, illusionista. Dorme con una tigre. Incontra l’uomo baffuto per un’intervista.
- Il professor Faust
  - Professor Faust: docente in neurochirurgia, figura molto autoritaria e potente. Dona un nascondiglio all’ombra, sua serva.
  - Ombra: il Diavolo. Prima molto potente, ora figura fragile, richiede un nascondiglio perché non riesce più a vivere nell’Inferno.
- Il ritorno di Casanova
  - Casanova: protagonista della vicenda. Prima uomo ricco e spendaccione, ora attento alle sue spese. È da sempre un imbroglione e lo dimostra anche questa volta durante una partita di conquin.
  - Baronessa Trentapurghe: prima donna che Casanova conosce a Torino, molto esigente ed egoista.
  - Signorina Guillotine: seconda donna che Casanova incontra a Torino, anch'ella esigente ed egoista.
  - Quattro giocatori di conquin: giocano insieme a Casanova. Scoprono l’inganno e le carte truccate.
  - Poliziotto: cerca Casanova nell'hotel dove alloggia.
- Un whisky per Lolita
  - Lolita: protagonista della vicenda. Donna molto riservata, pensierosa e riflessiva. È ancora molto legata a Humbert, suo primo amore.
  - Humbert: primo amore di Lolita, protagonista insistente dei suoi pensieri.
- Chisciotte e il commissario
  - Professor Chisciotte: protagonista. Uomo deciso e determinato a smascherare gli impostori.
  - Commendatore: truffatore smascherato da Chisciotte, creatore dell’estratto-veleno voluto fortemente dal professore.
  - Commissario: uomo che sostiene Chisciotte nella sua lotta contro i truffatori. Prima il professore indaga, poi gli rivela le accuse da usare contro gli impostori ed infine il commissario fa circolare le informazioni tra le forze dell’ordine.
- L’ultimo Tarzan
  - Tarzan: protagonista. Uno dei due ultimi uomini rimasti sulla Terra. Lavora come assistente del Maestro Bongo, che gli assicura protezione e cibo. È molto egoista riguardo alla sua razione di carne.
  - Maestro Bongo: gigantesco gorilla che compie gli esperimenti su Jane, con Tarzan come assistente.
  - La "cosa": Jane, ultima donna rimasta sulla Terra. È la cavia degli esperimenti del Maestro Bongo.
- Frankenstein torna a casa
  - Frankenstein: protagonista della vicenda. Lavora al servizio della nazione americana. È molto legato a sua madre Mary.
  - Mary: madre di Frankenstein. È molto fiera di suo figlio.
- Nonna Alice
  - Nonna Alice: protagonista della vicenda. Anziana signora molto gentile e altruista.
  - Cavalier Otto: primo numero che Alice incontra durante il suo sogno.
  - Signor Zero: secondo numero che incontra durante il suo sogno.
  - Nove pensoso: terzo numero che Alice incontra durante il suo sogno. Le rivela la vera natura delle regole matematiche.
  - Regole matematiche: definite “Tiranne”, ingabbiano il mondo con un infinito numero di perfezioni.
- Diario di Rodrigo
  - Rodrigo: protagonista della vicenda. Uomo nostalgico di un passato glorioso.
  - Lucia: contadina amata da Rodrigo. Ragazza pudica e timida. Per il suo amore, Rodrigo rinuncia a sposare la principessa G.
  - Principessa G.: donna ricca, nobile. Rodrigo rifiuta di sposarla per l’amore che prova nei confronti di Lucia.
- Achab uccide
  - Achab: protagonista della vicenda e della serie tv su Moby Dick. Ossessionato dall'idea di vedere la balena.
  - Marinai: compagni di Achab nella serie tv.
  - Regista: dirige la serie tv. Impedisce più volte ad Achab di vedere la balena. Muore a causa dell’arpione lanciato dal capitano.
  - Balena: ossessione ed incubo di Achab.
- Venticinque dollari per Marlowe
  - Detective Marlowe: detective newyorkese che sta indagando su un caso per conto di una signora trentacinquenne. Sa di essere seguito da un pedinatore, che poi scoprirà essere il detective Spillane.
  - Cliente: "donna alta, nera, ma conciata con la disperazione che solo le donne d’esperienza sanno affrontare.", si affida a Marlowe per risolvere un caso.
  - Due poliziotti: coloro che aiutano la cliente di Marlowe nel momento della sua caduta.
  - Detective Spillane: pedinatore del detective Marlowe.
- Falstaff cerca mecenate
  - Falstaff: uomo condannato ad avere bisogno di servire qualcuno continuamente. Come egli stesso afferma ‘’“essere Falstaff è una condanna, non essere Falstaff è paura”’’ [1].
- I peccati di Pinocchio
  - Pinocchio: protagonista. Bambino bravo e sensibile, rimpiange di non essere più un burattino di legno.
  - Fata Turchina: Signora anziana e malandata, è gentile e altruista. Cerca in tutti i modi di esaudire il desiderio di Pinocchio.
  - Lucignolo: amico di Pinocchio.

## Stile e lessico
L’autore in molti racconti imita lo stile del testo originale con l’intento di dialogare con lo scrittore del grande classico ed inoltre cerca di creare un legame tra il passato e il presente, attualizzando l’opera.
Per quanto riguarda il lessico, vi è un continuo cambio di registri lessicali, che si adattano alle diverse caratteristiche dei personaggi.

## Tematiche affrontate
Il tema principale che lega tutti i racconti è la nostalgia, che sottolinea la distanza tra il passato glorioso dei personaggi e il presente che delude le loro aspettative.
Altri temi affrontati sono l’amore, il lavoro, l’importanza della famiglia e i sogni.

## Edizioni
- Giovanni Arpino, ‘’Storie d’altre storie’’, Lindau, 2015, pp. 96, ISBN 978-88-6708-319-0